# NGC 3957
NGC 3957 = IC 2965 ist eine linsenförmige Galaxie vom Hubble-Typ S0/a im Sternbild Becher südlich des Himmelsäquators. Sie ist schätzungsweise 66 Millionen Lichtjahre von der Milchstraße entfernt, hat einen Durchmesser von etwa 60.000 Lj und ist Teil der NGC 4038-Gruppe.
Im selben Himmelsareal befinden sich u. a. die Galaxien NGC 3956, NGC 3969, NGC 3472, NGC 3981.
Das Objekt wurde  am 7. Februar 1785 von dem deutsch-britischen Astronomen Wilhelm Herschel entdeckt.